# Тыковка
«Тыковка» (англ. Pumpkin) — американская романтическая комедия режиссёров  Энтони Абрамса и   Адама Ларсона Бродера. В главной роли — Кристина Риччи. Премьера  фильма состоялась 14 января 2002 года.

## Сюжет
У очаровашки Кэролайн  МакДаффи — беззаботная жизнь: достаток в семье, идеальный парень, престижный колледж, хорошая машина и самые радужные перспективы. Сказочная жизнь гламурных девушек, подобных Кэролин, зачастую лишена значительных потрясений и течёт легко и непринужденно.
Но однажды со всех сторон идеальной девушке посчастливилось встретить самого несовершенного юношу со странным именем Тыква. Замечательная жизнь Кэролин меняется навсегда, и, как ни странно, становится лучше.

## В ролях
| Актёр            | Роль                         |
| ---------------- | ---------------------------- |
| Кристина Риччи   | Кэролайн Макдаффи            |
| Хэнк Харрис      | Тыква Романофф               |
| Бренда Блетин    | Джуди Романофф               |
| Доминик Суэйн    | Джанин Криженски             |
| Мариса Кохлан    | Джули Тербер                 |
| Сэмюэл Болл      | Кент Вудлендс                |
| Гарри Ленникс    | Роберт Мири , учитель поэзии |
| Нина Фох         | Бэтси Колландер              |
| Кэролайн Аарон   | Клаудия Принзингер           |
| Эми Адамс        | Алекс                        |
| Мелисса Маккарти | Чичи Пинкус                  |
| Лиза Бейнс       | Чиппи МакДаффи мать Кэролайн |
| Мишель Крусик    | Энн Чанг                     |